# Barbula quitoensis
Barbula quitoensis là một loài rêu trong họ Pottiaceae. Loài này được (Taylor) Müll. Hal. mô tả khoa học đầu tiên năm 1849.